# Paracedemon ruber
Paracedemon ruber är en skalbaggsart som beskrevs av Stefan von Breuning 1943. Paracedemon ruber ingår i släktet Paracedemon och familjen långhorningar.
Artens utbredningsområde är Madagaskar. Inga underarter finns listade i Catalogue of Life.